# Sahara (banda)
Sahara es una banda de música formada en 2009 por Costi Ioniţă y la cantante búlgara Andrea. Desde su formación, el dúo ha contado con la colaboración de varios artistas, entre ellos Shaggy, Mario Winans y Bob Sinclair, lo que les sirvió para ampliar su éxito, también, lejos de Europa del Este. Entre sus sencillos más exitosos está "Mine", "I Wanna" y "Champagne".

## Historia
El proyecto Sahara surgió tras la colaboración entre el productor rumano Costi Ioniţă y la cantante de pop-folk búlgara Andrea. Ioniţă produjo dos de los álbumes de estudio de Andrea y comenzó a colaborar en algunos sencillos, por lo que rápidamente fueron siendo conocidos como Costi & Andrea. La colaboración entre ambos se hizo oficial en 2009, cuando decidieron crear el proyecto musical Sahara.
Pese a que no lanzaron ningún álbum o EP al mercado, Sahara logró cierto éxito a nivel internacional cuando, en agosto de 2010, lanzaron el sencillo "Mine" en colaboración con el rapero estadounidense Mario Winans, cuyo videoclip tuvo una gran acogida.
Sin embargo, el 3 de abril de 2012, Ioniţă anunció en el programa de televisión rumano Neatza cu Razvan si Dani, que Andrea había decidido abandonar Sahara para continuar su carrera en solitario. Además, anunció que, junto al rapero Lennox Brown, comenzarán a buscar una sustituta para la cantante búlgara. Para ello puso en marcha un concurso en el que buscaba participantes femeninas entre 18 y 28 que canten en inglés. El propio programa del Antena 1 TV Channel organizó el concurso y recibirá las propuestas.